# Henry Fox, 1:e baron Holland

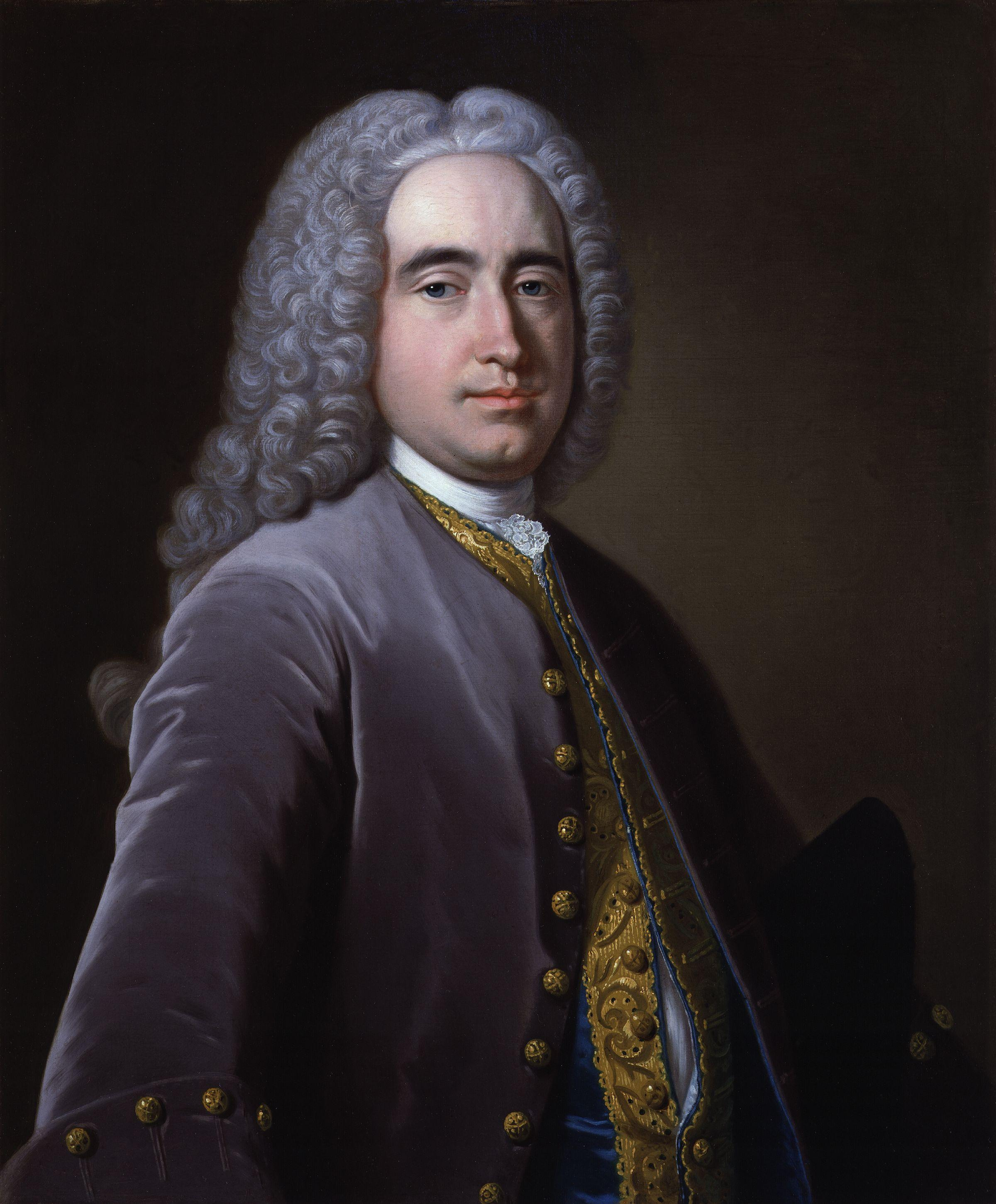
Henry Fox, 1:e baron Holland.

Henry Fox, 1:e baron Holland, född den 28 september 1705, död den 1 juli 1774, var en engelsk statsman, andre son till sir Stephen Fox i dennes vid 77 års ålder ingångna andra äktenskap, far till Stephen Fox, 2:e baron Holland och Charles James Fox.
Holland ägnade sig efter en ungdom i slöseri och utsvävningar åt det politiska livet som starkt utpräglad whig och trogen anhängare av Walpole samt vann genom smidighet och god debatteringsförmåga stort inflytande i underhuset, som han tillhörde 1738-63. 
Han var 1746-54 sekreterare för krigsärenden samt lät 1755 övertala sig att i samma egenskap ingå i Newcastles ministär. Genom detta steg skilde han sig från Pitt, med vilken han under den närmast föregående tiden varit förbunden. 
På hösten samma år blev han "secretary of state" och erkänd ledare av regeringens parti i underhuset på det villkor, att han skulle söka genomdriva husets bifall till ett par subsidiefördrag med Hessen och Ryssland, vilka han dock själv förut synts ogilla; men missnöjd med Newcastle nedlade han i slutet av 1756 sitt ämbete. 
Då Pitt kort därefter kom till makten, lämnades ingen plats åt Holland i den nya styrelsen, fastän han i hög grad ägde Georg II:s förtroende. Han uteslöts även från kabinettet, när Pitt 1757 bildade sin andra ministär, men utnämndes till generalkrigskommissarie och åtnöjde sig med denna tämligen underordnade befattning, emedan den under det då pågående kriget inbragte honom ofantliga inkomster. 
Med bibehållande av detta ämbete inträdde han 1762 i Butes kabinett och övertog på samma gång ledningen av regeringspartiet i underhuset. Han lyckades i sin uppgift att vinna husets godkännande av fredspreliminärerna i Fontainebleau, men hans redan förut stora impopularitet ökades genom den framstående del han tog i ministärens oärliga och våldsamma tillvägagående för att vinna seger åt sin utrikespolitik. 
Sedan han jämte Bute utgått ur kabinettet, 1763, då han upphöjdes till lord Holland, var hans politiska roll utspelt. Han kvarstod emellertid som generalkrigskommissarie till 1765. Holland var en mycket skicklig ämbetsman och en överlägsen debattör samt prisad för ett intagande umgängessätt, men gav i sitt offentliga liv många prov på brist på politiska och moraliska grundsatser.